# The Open Group
The Open Group è un fornitore di tecnologie e consorzio di industrie, nato nel 1996 dall'unione della Open Software Foundation (OSF) e X/Open, e sponsorizzato da Capgemini, Fujitsu, Hewlett-Packard, Huawei, IBM, Oracle Corporation e Philips nato per realizzare una serie di standard de facto nell'ingegneria del software.
In particolare il consorzio si è preoccupato di sviluppare delle API standard per una varietà di tecnologie utilizzate dai sistemi operativi.

## Descrizione
Open Group è famoso per aver pubblicato una serie di documenti (Single UNIX Specification) che definiscono le specifiche Unix e secondo molti stanno rapidamente sostituendo le specifiche POSIX. Inoltre Open Group è detentore del marchio registrato UNIX. The Open Group provvede a effettuare una serie di test per certificare i sistemi operativi UNIX come conformi alle specifiche rilasciate dal consorzio. Il consorzio inoltre può certificare la conformità anche di tecnologie che non possiede come lo standard CORBA (Common Request Broker Architecture implementations come definito dall'OMG), e delle Linux Standard Base (secondo specifiche della FSG).
I membri del consorzio hanno accesso a dei forum dove si discute e si collabora allo sviluppo degli standard e delle loro specifiche. Il forum ha sviluppato anche il TOGAF, The Open Group Architecture Framework, un'architettura di base e dei metodi per sviluppare la gestione delle informazioni aziendali all'interno di un'architettura standard. TOGAF è gratis per le organizzazioni non commerciali.
Molti dei documenti del The Open Group sono disponibili solo per i membri, specialmente i documenti riguardanti l'implementazione delle varie tecnologie. Un'organizzazione simile all'Open Group è il W3C. 

### Invenzioni e standard
- Call Level Interface
- Common Desktop Environment
- Distributed Computing Environment
- Lightweight Directory Access Protocol
- Motif
- OpenDoc
- Single UNIX Specification
- X Window System